# Юлія Шамалова-Беркович
Юлія Шамалова-Беркович (нар. 1 квітня 1964, Самарканд, УзРСР) — ізраїльська громадська і політична діячка, депутатка Кнесету 18-го скликання від Кадіма.

## Біографія
У 1979 році, Юлія Шамалова у віці 15 років разом з батьками репатріювалася до Ізраїлю.
Вона закінчила єрусалимську школу «Рене Кассен», а потім — курси журналістики.
Першу академічну ступінь за спеціальністю «суспільні науки, соціальна психологія та антропологія» Юлія Шамалова отримала в 1988 році, закінчивши Тель-Авівський університет.
У 1998 році вона отримала ступінь магістра менеджменту (МВА), закінчивши школу управління бізнесом імені Л. Раканаті при Тель-Авівському університеті.
Кар'єру в ізраїльських засобах масової інформації Юлія Шамалова-Беркович почала у 1988 році. Працювала в газетах «Індекс Йерушалаим», «Тель-Авів» і «Ма бе-фетах».
У 1992 році вона стала керівником відділу маркетингу, а потім генеральним директором газети «Вісті», яку незабаром перетворила з тонкого тижневика в найбільше і саме впливове ізраїльське щоденне друковане видання російською мовою з масою популярних додатків, таких, як «Вікна», «Скарбник», «Шарм» тощо.
На початку 2001 року Юлія Шамалова-Беркович за дорученням Лева Леваєва очолила російськомовний канал ізраїльського телебачення «Ізраїль-плюс». Канал розпочав свою роботу в листопаді 2003 року. Шамалова була звільнена 10 лютого 2004 року за низький рейтинг каналу і катастрофічний борг.
З 2004 року, після відходу з телебачення, активно займалася бізнесом і громадською діяльністю. Зокрема, входила до складу президії Всесвітнього сіоністського конгресу, очолювала комісію Асоціації підприємців Ізраїлю по ініціативам репатріантів, була членом рад директорів декількох великих компаній, надавала консалтингові послуги в сфері стратегічного розвитку.
Паралельно займалася політичною діяльністю. До роботи в русі Кадіма Юлію Шамалову-Беркович навернув Аріель Шарон. У 2006 році вона була призначена заступником генерального директора руху Кадіма зі стратегії та розвитку, однак звільнена через п'ять місяців.
Балотувалася від партії Кадіма до Кнесету 17-го скликання.
Депутат кнесету 18-го скликання Юлія Шамалова була обрана 6 липня 2009 року.
Юлія одружена з економістом Йехезкелем Берковичем. У них двоє дітей — син Шахаф і донька Нуель.
Живе в Герцлії.

## Пріоритети
Будучи переконаним сіоністом, Юлія Шамалова-Беркович вважає, що Ізраїль повинен стати самим кращим місцем життя для всіх євреїв світу. Її мрія — щоб у кожного єврея, де б він не жив, був в Ізраїлі свій будинок, реальне відчуття причетності до Ерец-Ісраель, що дарує відчуття батьківщини. Тому вона вимагає знизити ціни на житло.
Одним з основних умов економічної стабільності Юлія Шамалова-Беркович вважає перетворення Ізраїлю на експортну державу, яка, за відсутністю корисних копалин, може з успіхом поставляти на світові ринки сільськогосподарську продукцію і технології, наукові знання і розробки наукоємних виробництв.
Юлія Шамалова-Беркович вважає всі репатриантські громади, в тому числі і громаду репатріантів з колишнього СРСР, органічною частиною ізраїльського суспільства. Вона вірить в те, що кожен репатріант повинен реалізувати в Ізраїлі свій творчий і творчий потенціал.
Юлія Шамалова-Беркович впевнена, що сила Ізраїлю — в єдності. Вона категорично проти поділу населення країни на сектори за будь-яким принципом, не сприймає будь-які прояви етнічної або релігійної нетерпимості, ксенофобії та расизму.
Найважливішою сферою національних і державних інтересів Юлія Шамалова-Беркович вважає сферу виховання і освіти, зміцнення моральних і духовних, сімейних, суспільних і національних традицій, створення реальних перспектив для росту і розвитку молодого покоління ізраїльтян.